# Étienne Boudet
Pour les articles homonymes, voir Boudet.
Étienne Boudet, né le 19 octobre 1761 à Caussade et mort le 21 mai 1828 à Laval, est un homme politique français.

## Biographie

### Origine
Fils de la famille Boudet originaire de Caussade, Étienne Boudet choisit jeune une vie de militaire, d'abord simple soldat, puis sergent fourrier dans le régiment Royal Vaisseaux devenu le 43e régiment d'infanterie (plus tard le 85e puis le 34e régiment d'infanterie), ses deux frères ayant également fait ce choix. Il fit la campagne de 1778-1780 contre les Anglais, sous le commandement de M. d'Orvilly.

### Révolution française
Adjudant en 1789, puis il devient, le 1er mars 1792, chef de bataillon dans la 85e demi-brigade, (plus tard 34e de ligne), et prit part aux guerres de la Révolution.
Il reçut, au commencement de 1796, le commandement militaire de Laval. L'année suivante, il commandait la force armée de tout le département. Le 28 janvier, 1797, le directoire de Laval demandait au ministre de la Police que le « citoyen Boudet, qui commande les 2 000 hommes armés du département, y soit conservé sans quoi les autorités n'y sauraient garantir la sécurité. »

### Premier Empire
Sous le consulat, il obtint sa retraite avec le grade de colonel et fut nommé d'abord administrateur municipal de Laval, puis maire de cette ville par décret du 17 germinal an VIII (7 avril 1800), fonction qu'il exerça, écrivait le préfet Harmand, « avec un zèle et un dévouement dignes des plus justes éloges.» Sous son administration, de 1800 à 1810, la place Hardy fut plantée et la place des Arts fut pavée et agrandie par l'acquisition des maisons adjacentes.
Le sénat le choisit, le 1er mai 1809, pour représenter le département de la Mayenne au corps législatif où il fut également conseiller général de la Mayenne. Étienne Boudet, qui avait été déjà créé chevalier de l'Empire par Napoléon (lettres patentes du 5 août 1809), fut élevé au rang de baron de l'Empire par lettres patentes du 30 septembre 1811.
Sous son administration municipale, de 1800 à 1810, la place Hardy fut plantée et la place des Arts fut pavée et agrandie par l'acquisition de maisons adjacentes. Il est désigné comme un des Grands notables du Premier Empire du département de la Mayenne.
À l’époque de l’invasion de l’ennemi, en 1814, il fut nommé par l’Empereur commandant des gardes nationales du département, et lui prêta un nouvel serment de fidélité, lors de son installation. Il était déjà légionnaire, et le retour du roi lui valut, le 19 juillet, la croix de Saint-Louis.
Il accepte à nouveau les fonctions de député aux Élections législatives de juin 1814, ce qui ne l’empêcha pas ensuite d’accepter les fonctions de député à la chambre des représentants à la suite des élections législatives de mai 1815 (élu de la Mayenne avec 52 voix obtenues au collège de département, sur 96 votants et 242 inscrits), organisé après le fameux Champ de mai de cette année, mais il y garda le plus profond silence.
Étienne Boudet, baron de l'Empire, chevalier de Saint-Louis, officier de la Légion d'honneur, mourut à Laval, le 21 mai 1828.
Avec sa femme Marie Gabrielle Delauney de Fresnay, il fut le père de Paul Boudet, sénateur sous le Second Empire, ainsi que de cinq autres enfants, dont postérité actuelle. Ses fils laissèrent tomber en désuétude son titre de baron.
Son portrait est conservé à la Mairie de Laval (voir la base Joconde de la BN).

## Distinctions
- Officier de la Légion d'honneur[Quand ?]
- Chevalier de l'ordre royal et militaire de Saint-Louis